# Сандстром, Бекки
Ребекка Линн «Бекки» Сандстром (-Томец) (англ. Rebecca Lynn "Becky" Sundstrom (-Thometz); род. 10 мая 1976 года в Глен-Эллине, Иллинойс) — американская конькобежка, специализирующаяся в конькобежном спорте и шорт-треке. Участвовала на зимних Олимпийских играх 1998 и 2002 годов, 2-кратная чемпионка и 7-кратная призёр чемпионата США. Выступала за клуб «Glen Ellyn club».

## Биография
Бекки Сандстром начала кататься на коньках в возрасте 4-х лет вместе с двумя старшими сёстрами Шаной и Тамой (Тамара). Их мама, Лиза работала ландшафтным дизайнером, а отец, Кристофор, в сфере корпоративного развития. Девочки выросли без телевизора в доме, и по их мнению, это пошло им на пользу. Все трое начинали в шорт-треке в клубе «Glen Ellyn club» у тренера Элизы Бринич. Отец был помощником тренера и часто тренировал девочек, а мама умела хорошо затачивать коньки. В 11 лет Бекки перешла на длинные дорожки, однако ещё в 1990 году она участвовала на чемпионате мира по шорт-треку в качестве запасной.
Она каталась на чемпионатах США с 1988 года, а с 1992 года на юниорских чемпионатах мира. В 1993 году Бекки впервые попала на подиум чемпионата США в многоборье, заняв 2-е место. В 1994 году она окончила среднюю школу «Glenbard West». В сезоне 1994/95 дебютировала на Кубке мира и на чемпионате мира по многоборью, а в январе 1995 года стала чемпионкой мира в многоборье среди юниоров. В сезоне 1995/96 на 2-м этапе Кубка мира она заняла 3-е место в забеге на 1000 м. С 1996 по 1998 год она финишировала 11-й три раза подряд на чемпионатах мира в классическом многоборье. Она переехала в Милуоки для тренировок в «Petit National Ice Center» во время учёбы в университете.
Бекки Сандстром в сезоне 1996/97 вновь заняла 3-е место на Кубке мира на дистанции 1000 м. С 1996 года по 2003 год участвовала восемь раз на чемпионатах мира в спринтерском многоборье и лучшим результатом стало 9-е место в 1997 году на чемпионате мира в Хамаре. Также с 1996 года принимала участие на чемпионатах мира на отдельных дистанциях, где лучшим результатом стало 6-е место в забеге на 1000 м на первом её чемпионате 1996 года. В 1997 году Бекки впервые выиграла чемпионат США в спринтерском многоборье. В конце декабря 1997 года на олимпийском отборочном турнире заняла 2-е места на спринтерских дистанциях и в забеге на 1500 м, и прошла квалификацию на этих дистанциях.
В 1998 году на зимних Олимпийских играх в Нагано она заняла 6-е место в забеге на 1000 метров, также стала 12-й в забеге на 1500 метров и 17-й в забеге на 500 метров. После 1998 года её результаты пошли на спад и на национальных и на международных соревнованиях. Однако в 2000 году смогла занять 2-е место на дистанции 1000 м на этапе Кубка мира в Инсбруке и на чемпионате США в спринте. В 2002 году Бекки во второй раз участвовала на зимних Олимпийских играх в Солт-Лейк-Сити на тех же дистанциях, что и в Нагано. В забеге на 500 м заняла 20-е место, на 1000 м — 16-е и на 1500 м — 13-е место. После игр она задумалась о том, чтобы взять паузу в следующем сезоне, чтобы оправиться от физического напряжения, но в середине августа она начала заниматься с подругой без тренеров и сборной. В 2003 году выиграла чемпионат США в спринте во-второй раз и в марте после чемпионата мира на отдельных дистанциях в Берлине, где заняла 10-е место в забеге на 1000 м и 9-е на 1500 м она завершила карьеру спортсменки.

## Личная жизнь
Бекки Сандстром любит читать и фотографировать, изучала английский язык в Маркетте. Замужем за Ником Томецом, с которым живут в американском Ванкувере. Там же они тренирует детей в конькобежном клубе «Mountain View Speedskating Club» вместе с сёстрами, отцом Крисом и матерью Лизой. Родители, Лиза и Крис, несколько лет назад переехали в Ванкувер из пригорода Чикаго и основали строительную компанию «Evergreen Homes NW»